# Christopher Roth (Radsportler)
Christopher Roth (* 18. April 1990) ist ein deutscher Straßenradrennfahrer.
Christopher Roth wurde 2006 in der Jugendklasse deutscher Meister im Teamzeitfahren und Zweiter im Straßenrennen. Im nächsten Jahr belegte er bei der Trofeo Karlsberg den fünften Rang in der Gesamtwertung. 2008 gewann er zwei Etappen bei der Internationalen 3-Etappen-Rundfahrt in Frankfurt und konnte so auch die Gesamtwertung für sich entscheiden. Außerdem war er bei einem Teilstück der Internationalen Junioren-Radrundfahrt Oberösterreich erfolgreich. 2009 bis 2011 fuhr Roth für das deutsche Continental Team Seven Stones. In der Saison 2011 gewann er die dritte Etappe bei der Istrian Spring Trophy.

## Erfolge
2011
- eine Etappe Istrian Spring Trophy

## Teams
- 2009 Seven Stones
- 2010 Seven Stones
- 2011 Seven Stones